# الخدق (السوم)

تعديل مصدري - تعديل

الخدق هي إحدى قرى عزلة السوم بمديرية السوم التابعة لمحافظة حضرموت، بلغ تعداد سكانها 156 نسمة حسب تعداد اليمن لعام 2004.